# アントリム
アントリム（英: Antrim）はアイルランド（現在はイギリス統治下）の北アイルランドのアントリム県の県都。

## 概要
アントリム県の県都であることから、経済面などでも県の中心であるように思えるが、アントリム県の経済･文化の中心はベルファストである。アイルランド島最大の湖であるネイ湖畔にある。目抜き通り沿いには歴史的な建造物が多い。1966年にはニュータウンとして指定された。

## 地理
アントリムはアイルランド島の北東部に位置する。ネイ湖畔にあり、特筆すべき河川としてはシックス･マイル･ウォーター川がある。標高は80メートルと低地に位置する。

### 人口
人口23,375人のアントリムはアイルランドでは大型の町（Large Town、人口18,000 - 75,000）と分類される。以下の統計はアントリム市全体に占める割合である。
| 15歳未満の人口         | 23.1 % |  |
| 60歳以上の人口         | 15.7 % |  |
| カトリック系の人口     | 32.9 % |  |
| プロテスタント系の人口 | 61.5 % |  |
| アントリム市全体の人口 | 100 %  |  |

## 経済
アントリムには北アイルランド最大規模の大型小売店「ジャンクション･ワン」があるため、都市規模に比べ製品販売額が多い。
失業率は3.8%で、統治下にあるイギリス全体の4.7%よりもやや低い。

## 交通

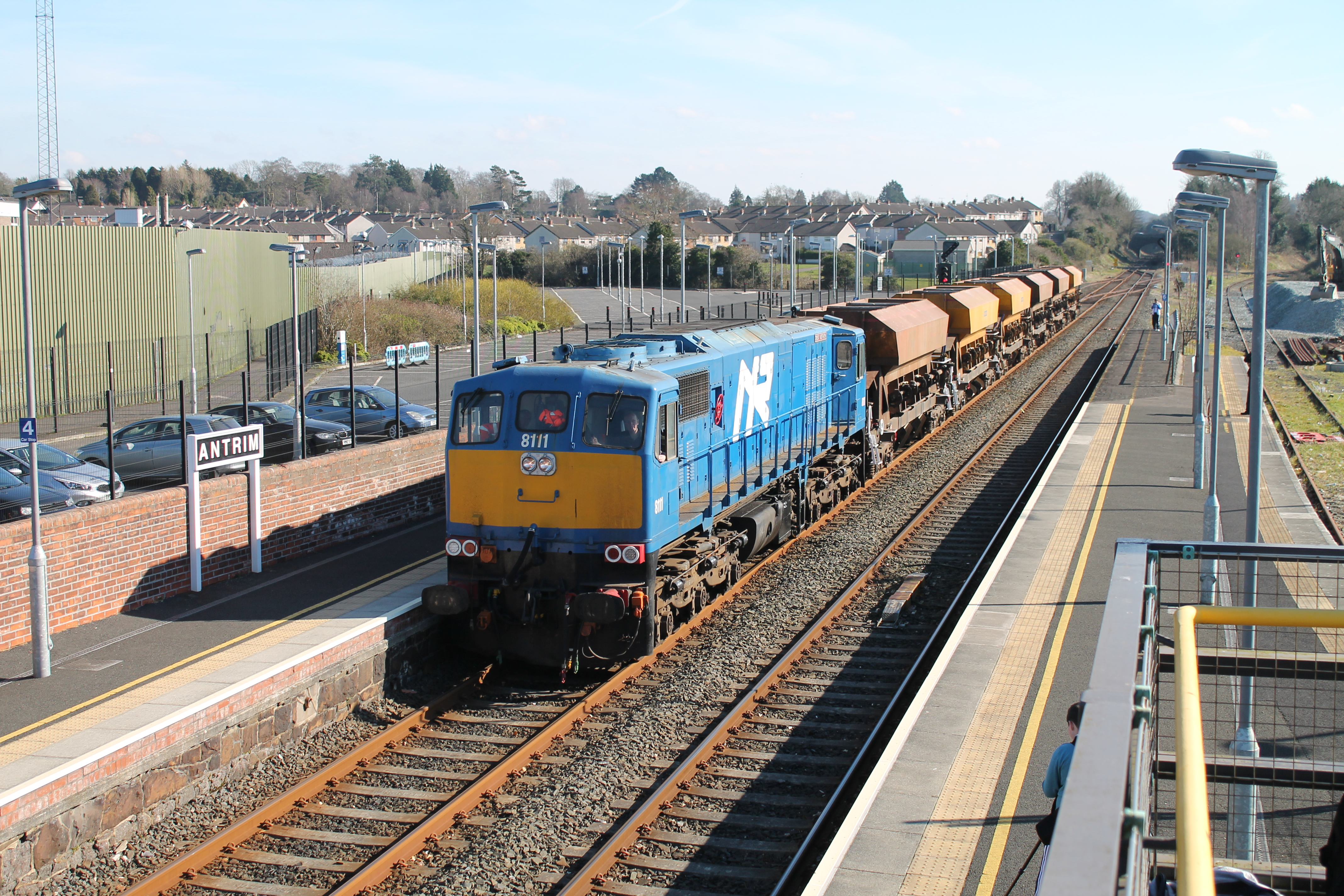
アントリム駅

### 空港
最寄の空港：ベルファスト国際空港
アルダーグローブ空港とも呼ばれている。

### 鉄道
中心となる駅：アントリム駅
- 北アイルランド鉄道
  - ベルファスト-デリー線：アントリム駅

## 出身･関連著名人
- アレグザンダー・アーヴィン（1940年 - ）作家、詩人